# Karel Košťál
Karel Košťál (4. prosince 1880 Soběslav – 8. srpna 1973 Plzeň) byl český učitel, odbojář a veřejný pracovník.

## Životopis
Karel Košťál se narodil 4. prosince 1880 v Soběslavi. Absolvoval cvičnou školu při učitelském ústavu a měšťanskou školu v Soběslavi. 
V roce 1901 se stal podučitelem v Milovicích a Benátecké Vrutici, kde působil pět let. Následně přešel na školu v Luštěnicích a na měšťanskou školu v Lysé nad Labem, kde vyučoval do roku 1911. Později byl učitelem na mladoboleslavské chlapecké měšťanské škole. V roce 1920 se stal ředitelem odborné školy pro ženská povolání v Mladé Boleslavi. Rovněž vedl ústav učitelek domácích nauk.
Během nacistické okupace Československa byl členem odbojové organizace Obrana národa. Za spolupráci s odbojem byl v září 1939 zatčen a následně odsouzen k sedmi letům vězení. Vězněn byl v Ebrachu a na Mírově. Propuštěn byl v květnu 1945 a v roce 1951 se vrátil do Mladé Boleslavi.
V 50. letech 20. století byl znovu zadržen, odsouzen a rok vězněn v Plané nad Lužnicí.
Později byl z vězení propuštěn a rehabilitován. Byl členem mladoboleslavského městského zastupitelstva, správní rady Klementovy nadace a hospodář studentské menzy v Konviktu a ve Studentském domově doktora Karla Kramáře. Byl velkým přítelem Václava Klementa, který jej pověřil vykonáním jeho poslední vůle, dohlížel na přidělení dotace na výstavbu sirotčince a studentského domova.
Karel Koštál zemřel 8. srpna 1973 v Plzni, kde poslední roky života žil. Bylo mu 92 let.